# گولمو مالوفو

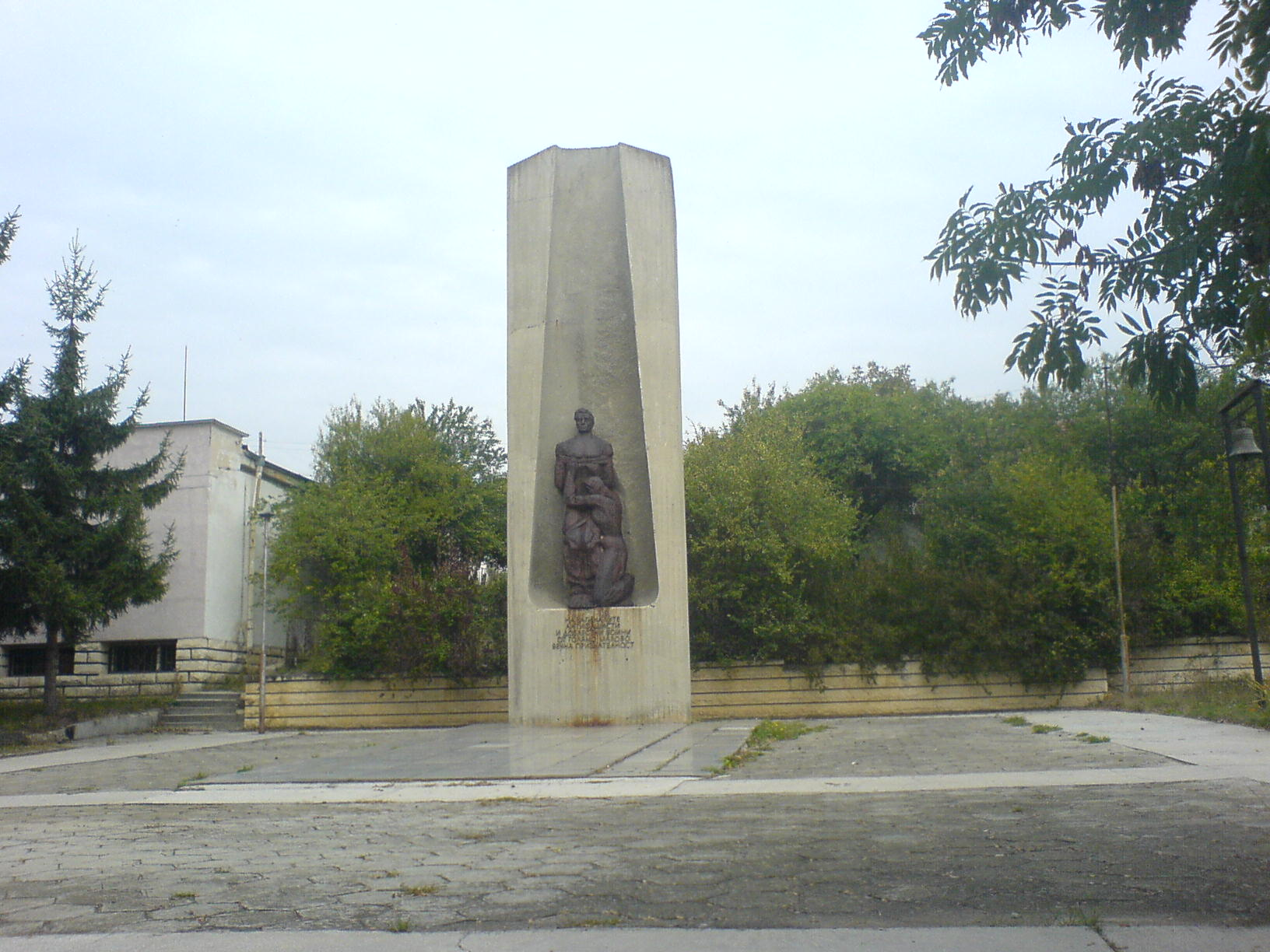
روستایی در بلغارستان

گولمو مالوفو (به بلغاری: Golemo Malovo) روستایی در بلغارستان است که در استان صوفیه واقع شده‌است.